# ویلانووا (بولیوار)
ویلانووا (انگلیسی: Villanueva, Bolívar) نام شهری در کشور کلمبیا است.